# Axiocerses joannisi
Axiocerses joannisi är en fjärilsart som beskrevs av Abel Dufrane 1954. Axiocerses joannisi ingår i släktet Axiocerses och familjen juvelvingar. Inga underarter finns listade i Catalogue of Life.